# Zwarte Zeevloot

Insigne van de Zwarte Zeevloot

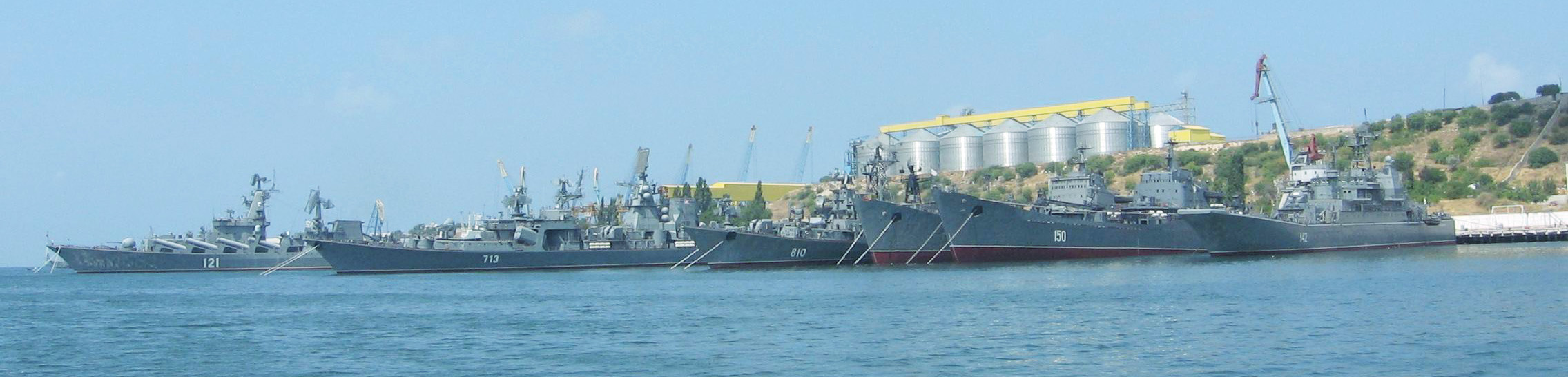
Torpedobootjages en Raketkruisers voor Sebastopol

De Zwarte Zeevloot (Russisch: Черноморский флот, Tsjernomorski flot) is de Russische Vloot in de Zwarte Zee, Zee van Azov en de Middellandse Zee. Zij maakt deel uit van de Russische marine en is gestationeerd rond de Krim. De basis bevindt zich in Sebastopol, dat sinds de annexatie in 2014 onder Russische controle staat.

## Geschiedenis

### Ontstaan
De Zwarte Zeevloot werd opgericht door Grigori Potjomkin op 13 mei 1783. De vloot werd zwaar belegerd tijdens de Krimoorlog, waarna ze door de demilitarisatie van de Zwarte Zee tijdelijk verplaatst werd naar de Oostzee.  

### 20ste eeuw
Historisch, met name als daad van verzet tegen het bewind van de tsaar, was de muiterij op het slagschip de Potjomkin in 1905. Na de Russische Revolutie werd de Zwarte Zeevloot een sovjetvloot. Tijdens de Tweede Wereldoorlog leverde de vloot hevige gevechten met de Duitsers tijdens de belegering van Sebastopol, waarna stad en vloot voor korte tijd in Duitse handen vielen. 
In 1954 werd de Krim in zijn geheel tijdens het bewind van Chroesjtsjov, overgedragen van de Russische Socialistische Federatieve Sovjetrepubliek naar de Oekraïense Socialistische Sovjetrepubliek. Na het uiteenvallen van de Sovjet-Unie lag de basis van de vloot in het zelfstandig geworden Oekraïne. Pogingen van Oekraïne om de Zwarte Zeevloot van de oud-USSR tot Oekraïens eigendom te verklaren leidden vervolgens tot spanningen tussen Rusland en Oekraïne. Voor toegang van Rusland tot de Middellandse Zee zijn Sebastopol en Mykolajiv strategisch belangrijk. Ook hebben de aparte status van Sebastopol en de historische sentimenten die veel Russen koesteren jegens de stad daarbij een grote rol gespeeld. Het Russische parlement, de Doema, nam zelfs een wet aan waarin Sebastopol tot deel van het Russische grondgebied werd verklaard en heeft daarmee de spanningen hoog laten oplopen. Deze situatie werd voorlopig opgelost in 1997 toen besloten werd tot de opdeling van de Zwarte Zeevloot in het Oekraïense en het Russische deel. 

### 21ste eeuw
De Russen mochten tot 2017 een marinebasis in de stad huren. In april 2010 werd dit huurcontract met 25 jaar verlengd tot 2042. Door de inlijving van de Krim werd deze overeenkomst met Oekraïne in 2014 opgezegd.
Na de Russische invasie van Oekraïne in 2022 werd de Zwarte Zeevloot ingezet om Oekraïne met raketten de bestoken en Slangeneiland te veroveren. Verschillende schepen van de Zwarte Zeevloot werden door Oekraïense raketten en dronebootjes zwaar beschadigd. Vlaggenschip de Moskva werd op 14 april 2022 met twee Neptun R-360 antischeepsraketten tot zinken gebracht. 
Op 22 september 2023 werd het hoofdkwartier van de Zwarte Zeevloot door drie vanonder speciaal daartoe aangepaste Soechoj Soe-24 Fencers gelanceerde
Storm Shadow kruisvluchtwapens geraakt. Hierbij kwam volgens Oekraïne onder meer admiraal Viktor Sokolov om het leven. Een derde van de vloot zou door Oekraïne zijn uitgeschakeld. Rusland verplaatste het grootste deel van zijn schepen van Sevastopol naar andere havens aan de Zwarte Zee.